# 1703
Portal Geschichte | Portal Biografien | Aktuelle Ereignisse | Jahreskalender | Tagesartikel

◄ |
17. Jahrhundert |
18. Jahrhundert
| 19. Jahrhundert | ►

◄ |
1670er |
1680er |
1690er |
1700er
| 1710er | 1720er | 1730er | ►

◄◄ |
◄ |
1699 |
1700 |
1701 |
1702 |
1703
| 1704 | 1705 | 1706 | 1707 | ► | ►►
Staatsoberhäupter  · Nekrolog   · Musikjahr
| Januar | Januar | Januar | Januar | Januar | Januar | Januar | Januar |
| Kw     | Mo     | Di     | Mi     | Do     | Fr     | Sa     | So     |
| 1      | 1      | 2      | 3      | 4      | 5      | 6      | 7      |
| 2      | 8      | 9      | 10     | 11     | 12     | 13     | 14     |
| 3      | 15     | 16     | 17     | 18     | 19     | 20     | 21     |
| 4      | 22     | 23     | 24     | 25     | 26     | 27     | 28     |
| 5      | 29     | 30     | 31     |        |        |        |        |
| ------ | ------ | ------ | ------ | ------ | ------ | ------ | ------ |

| Februar | Februar | Februar | Februar | Februar | Februar | Februar | Februar |
| Kw      | Mo      | Di      | Mi      | Do      | Fr      | Sa      | So      |
| 5       |         |         |         | 1       | 2       | 3       | 4       |
| 6       | 5       | 6       | 7       | 8       | 9       | 10      | 11      |
| 7       | 12      | 13      | 14      | 15      | 16      | 17      | 18      |
| 8       | 19      | 20      | 21      | 22      | 23      | 24      | 25      |
| 9       | 26      | 27      | 28      |         |         |         |         |
| ------- | ------- | ------- | ------- | ------- | ------- | ------- | ------- |

| März | März | März | März | März | März | März | März |
| Kw   | Mo   | Di   | Mi   | Do   | Fr   | Sa   | So   |
| 9    |      |      |      | 1    | 2    | 3    | 4    |
| 10   | 5    | 6    | 7    | 8    | 9    | 10   | 11   |
| 11   | 12   | 13   | 14   | 15   | 16   | 17   | 18   |
| 12   | 19   | 20   | 21   | 22   | 23   | 24   | 25   |
| 13   | 26   | 27   | 28   | 29   | 30   | 31   |      |
| ---- | ---- | ---- | ---- | ---- | ---- | ---- | ---- |

| April | April | April | April | April | April | April | April |
| Kw    | Mo    | Di    | Mi    | Do    | Fr    | Sa    | So    |
| 13    |       |       |       |       |       |       | 1     |
| 14    | 2     | 3     | 4     | 5     | 6     | 7     | 8     |
| 15    | 9     | 10    | 11    | 12    | 13    | 14    | 15    |
| 16    | 16    | 17    | 18    | 19    | 20    | 21    | 22    |
| 17    | 23    | 24    | 25    | 26    | 27    | 28    | 29    |
| 18    | 30    |       |       |       |       |       |       |
| ----- | ----- | ----- | ----- | ----- | ----- | ----- | ----- |

| Mai | Mai | Mai | Mai | Mai | Mai | Mai | Mai |
| Kw  | Mo  | Di  | Mi  | Do  | Fr  | Sa  | So  |
| 18  |     | 1   | 2   | 3   | 4   | 5   | 6   |
| 19  | 7   | 8   | 9   | 10  | 11  | 12  | 13  |
| 20  | 14  | 15  | 16  | 17  | 18  | 19  | 20  |
| 21  | 21  | 22  | 23  | 24  | 25  | 26  | 27  |
| 22  | 28  | 29  | 30  | 31  |     |     |     |
| --- | --- | --- | --- | --- | --- | --- | --- |

| Juni | Juni | Juni | Juni | Juni | Juni | Juni | Juni |
| Kw   | Mo   | Di   | Mi   | Do   | Fr   | Sa   | So   |
| 22   |      |      |      |      | 1    | 2    | 3    |
| 23   | 4    | 5    | 6    | 7    | 8    | 9    | 10   |
| 24   | 11   | 12   | 13   | 14   | 15   | 16   | 17   |
| 25   | 18   | 19   | 20   | 21   | 22   | 23   | 24   |
| 26   | 25   | 26   | 27   | 28   | 29   | 30   |      |
| ---- | ---- | ---- | ---- | ---- | ---- | ---- | ---- |

| Juli | Juli | Juli | Juli | Juli | Juli | Juli | Juli |
| Kw   | Mo   | Di   | Mi   | Do   | Fr   | Sa   | So   |
| 26   |      |      |      |      |      |      | 1    |
| 27   | 2    | 3    | 4    | 5    | 6    | 7    | 8    |
| 28   | 9    | 10   | 11   | 12   | 13   | 14   | 15   |
| 29   | 16   | 17   | 18   | 19   | 20   | 21   | 22   |
| 30   | 23   | 24   | 25   | 26   | 27   | 28   | 29   |
| 31   | 30   | 31   |      |      |      |      |      |
| ---- | ---- | ---- | ---- | ---- | ---- | ---- | ---- |

| August | August | August | August | August | August | August | August |
| Kw     | Mo     | Di     | Mi     | Do     | Fr     | Sa     | So     |
| 31     |        |        | 1      | 2      | 3      | 4      | 5      |
| 32     | 6      | 7      | 8      | 9      | 10     | 11     | 12     |
| 33     | 13     | 14     | 15     | 16     | 17     | 18     | 19     |
| 34     | 20     | 21     | 22     | 23     | 24     | 25     | 26     |
| 35     | 27     | 28     | 29     | 30     | 31     |        |        |
| ------ | ------ | ------ | ------ | ------ | ------ | ------ | ------ |

| September | September | September | September | September | September | September | September |
| Kw        | Mo        | Di        | Mi        | Do        | Fr        | Sa        | So        |
| 35        |           |           |           |           |           | 1         | 2         |
| 36        | 3         | 4         | 5         | 6         | 7         | 8         | 9         |
| 37        | 10        | 11        | 12        | 13        | 14        | 15        | 16        |
| 38        | 17        | 18        | 19        | 20        | 21        | 22        | 23        |
| 39        | 24        | 25        | 26        | 27        | 28        | 29        | 30        |
| --------- | --------- | --------- | --------- | --------- | --------- | --------- | --------- |

| Oktober | Oktober | Oktober | Oktober | Oktober | Oktober | Oktober | Oktober |
| Kw      | Mo      | Di      | Mi      | Do      | Fr      | Sa      | So      |
| 40      | 1       | 2       | 3       | 4       | 5       | 6       | 7       |
| 41      | 8       | 9       | 10      | 11      | 12      | 13      | 14      |
| 42      | 15      | 16      | 17      | 18      | 19      | 20      | 21      |
| 43      | 22      | 23      | 24      | 25      | 26      | 27      | 28      |
| 44      | 29      | 30      | 31      |         |         |         |         |
| ------- | ------- | ------- | ------- | ------- | ------- | ------- | ------- |

| November | November | November | November | November | November | November | November |
| Kw       | Mo       | Di       | Mi       | Do       | Fr       | Sa       | So       |
| 44       |          |          |          | 1        | 2        | 3        | 4        |
| 45       | 5        | 6        | 7        | 8        | 9        | 10       | 11       |
| 46       | 12       | 13       | 14       | 15       | 16       | 17       | 18       |
| 47       | 19       | 20       | 21       | 22       | 23       | 24       | 25       |
| 48       | 26       | 27       | 28       | 29       | 30       |          |          |
| -------- | -------- | -------- | -------- | -------- | -------- | -------- | -------- |

| Dezember | Dezember | Dezember | Dezember | Dezember | Dezember | Dezember | Dezember |
| Kw       | Mo       | Di       | Mi       | Do       | Fr       | Sa       | So       |
| 48       |          |          |          |          |          | 1        | 2        |
| 49       | 3        | 4        | 5        | 6        | 7        | 8        | 9        |
| 50       | 10       | 11       | 12       | 13       | 14       | 15       | 16       |
| 51       | 17       | 18       | 19       | 20       | 21       | 22       | 23       |
| 52       | 24       | 25       | 26       | 27       | 28       | 29       | 30       |
| 1        | 31       |          |          |          |          |          |          |
| -------- | -------- | -------- | -------- | -------- | -------- | -------- | -------- |

| Januar | Januar | Januar | Januar | Januar | Januar | Januar | Januar |
| Kw     | Mo     | Di     | Mi     | Do     | Fr     | Sa     | So     |
| 1      | 1      | 2      | 3      | 4      | 5      | 6      | 7      |
| 2      | 8      | 9      | 10     | 11     | 12     | 13     | 14     |
| 3      | 15     | 16     | 17     | 18     | 19     | 20     | 21     |
| 4      | 22     | 23     | 24     | 25     | 26     | 27     | 28     |
| 5      | 29     | 30     | 31     |        |        |        |        |
| ------ | ------ | ------ | ------ | ------ | ------ | ------ | ------ |

| Februar | Februar | Februar | Februar | Februar | Februar | Februar | Februar |
| Kw      | Mo      | Di      | Mi      | Do      | Fr      | Sa      | So      |
| 5       |         |         |         | 1       | 2       | 3       | 4       |
| 6       | 5       | 6       | 7       | 8       | 9       | 10      | 11      |
| 7       | 12      | 13      | 14      | 15      | 16      | 17      | 18      |
| 8       | 19      | 20      | 21      | 22      | 23      | 24      | 25      |
| 9       | 26      | 27      | 28      |         |         |         |         |
| ------- | ------- | ------- | ------- | ------- | ------- | ------- | ------- |

| März | März | März | März | März | März | März | März |
| Kw   | Mo   | Di   | Mi   | Do   | Fr   | Sa   | So   |
| 9    |      |      |      | 1    | 2    | 3    | 4    |
| 10   | 5    | 6    | 7    | 8    | 9    | 10   | 11   |
| 11   | 12   | 13   | 14   | 15   | 16   | 17   | 18   |
| 12   | 19   | 20   | 21   | 22   | 23   | 24   | 25   |
| 13   | 26   | 27   | 28   | 29   | 30   | 31   |      |
| ---- | ---- | ---- | ---- | ---- | ---- | ---- | ---- |

| April | April | April | April | April | April | April | April |
| Kw    | Mo    | Di    | Mi    | Do    | Fr    | Sa    | So    |
| 13    |       |       |       |       |       |       | 1     |
| 14    | 2     | 3     | 4     | 5     | 6     | 7     | 8     |
| 15    | 9     | 10    | 11    | 12    | 13    | 14    | 15    |
| 16    | 16    | 17    | 18    | 19    | 20    | 21    | 22    |
| 17    | 23    | 24    | 25    | 26    | 27    | 28    | 29    |
| 18    | 30    |       |       |       |       |       |       |
| ----- | ----- | ----- | ----- | ----- | ----- | ----- | ----- |

| Mai | Mai | Mai | Mai | Mai | Mai | Mai | Mai |
| Kw  | Mo  | Di  | Mi  | Do  | Fr  | Sa  | So  |
| 18  |     | 1   | 2   | 3   | 4   | 5   | 6   |
| 19  | 7   | 8   | 9   | 10  | 11  | 12  | 13  |
| 20  | 14  | 15  | 16  | 17  | 18  | 19  | 20  |
| 21  | 21  | 22  | 23  | 24  | 25  | 26  | 27  |
| 22  | 28  | 29  | 30  | 31  |     |     |     |
| --- | --- | --- | --- | --- | --- | --- | --- |

| Juni | Juni | Juni | Juni | Juni | Juni | Juni | Juni |
| Kw   | Mo   | Di   | Mi   | Do   | Fr   | Sa   | So   |
| 22   |      |      |      |      | 1    | 2    | 3    |
| 23   | 4    | 5    | 6    | 7    | 8    | 9    | 10   |
| 24   | 11   | 12   | 13   | 14   | 15   | 16   | 17   |
| 25   | 18   | 19   | 20   | 21   | 22   | 23   | 24   |
| 26   | 25   | 26   | 27   | 28   | 29   | 30   |      |
| ---- | ---- | ---- | ---- | ---- | ---- | ---- | ---- |

| Juli | Juli | Juli | Juli | Juli | Juli | Juli | Juli |
| Kw   | Mo   | Di   | Mi   | Do   | Fr   | Sa   | So   |
| 26   |      |      |      |      |      |      | 1    |
| 27   | 2    | 3    | 4    | 5    | 6    | 7    | 8    |
| 28   | 9    | 10   | 11   | 12   | 13   | 14   | 15   |
| 29   | 16   | 17   | 18   | 19   | 20   | 21   | 22   |
| 30   | 23   | 24   | 25   | 26   | 27   | 28   | 29   |
| 31   | 30   | 31   |      |      |      |      |      |
| ---- | ---- | ---- | ---- | ---- | ---- | ---- | ---- |

| August | August | August | August | August | August | August | August |
| Kw     | Mo     | Di     | Mi     | Do     | Fr     | Sa     | So     |
| 31     |        |        | 1      | 2      | 3      | 4      | 5      |
| 32     | 6      | 7      | 8      | 9      | 10     | 11     | 12     |
| 33     | 13     | 14     | 15     | 16     | 17     | 18     | 19     |
| 34     | 20     | 21     | 22     | 23     | 24     | 25     | 26     |
| 35     | 27     | 28     | 29     | 30     | 31     |        |        |
| ------ | ------ | ------ | ------ | ------ | ------ | ------ | ------ |

| September | September | September | September | September | September | September | September |
| Kw        | Mo        | Di        | Mi        | Do        | Fr        | Sa        | So        |
| 35        |           |           |           |           |           | 1         | 2         |
| 36        | 3         | 4         | 5         | 6         | 7         | 8         | 9         |
| 37        | 10        | 11        | 12        | 13        | 14        | 15        | 16        |
| 38        | 17        | 18        | 19        | 20        | 21        | 22        | 23        |
| 39        | 24        | 25        | 26        | 27        | 28        | 29        | 30        |
| --------- | --------- | --------- | --------- | --------- | --------- | --------- | --------- |

| Oktober | Oktober | Oktober | Oktober | Oktober | Oktober | Oktober | Oktober |
| Kw      | Mo      | Di      | Mi      | Do      | Fr      | Sa      | So      |
| 40      | 1       | 2       | 3       | 4       | 5       | 6       | 7       |
| 41      | 8       | 9       | 10      | 11      | 12      | 13      | 14      |
| 42      | 15      | 16      | 17      | 18      | 19      | 20      | 21      |
| 43      | 22      | 23      | 24      | 25      | 26      | 27      | 28      |
| 44      | 29      | 30      | 31      |         |         |         |         |
| ------- | ------- | ------- | ------- | ------- | ------- | ------- | ------- |

| November | November | November | November | November | November | November | November |
| Kw       | Mo       | Di       | Mi       | Do       | Fr       | Sa       | So       |
| 44       |          |          |          | 1        | 2        | 3        | 4        |
| 45       | 5        | 6        | 7        | 8        | 9        | 10       | 11       |
| 46       | 12       | 13       | 14       | 15       | 16       | 17       | 18       |
| 47       | 19       | 20       | 21       | 22       | 23       | 24       | 25       |
| 48       | 26       | 27       | 28       | 29       | 30       |          |          |
| -------- | -------- | -------- | -------- | -------- | -------- | -------- | -------- |

| Dezember | Dezember | Dezember | Dezember | Dezember | Dezember | Dezember | Dezember |
| Kw       | Mo       | Di       | Mi       | Do       | Fr       | Sa       | So       |
| 48       |          |          |          |          |          | 1        | 2        |
| 49       | 3        | 4        | 5        | 6        | 7        | 8        | 9        |
| 50       | 10       | 11       | 12       | 13       | 14       | 15       | 16       |
| 51       | 17       | 18       | 19       | 20       | 21       | 22       | 23       |
| 52       | 24       | 25       | 26       | 27       | 28       | 29       | 30       |
| 1        | 31       |          |          |          |          |          |          |
| -------- | -------- | -------- | -------- | -------- | -------- | -------- | -------- |

## Ereignisse

### Politik und Weltgeschehen

#### Spanischer Erbfolgekrieg
- Das Heilige Römische Reich als Ganzes sowie zahlreiche Reichsstände wie Kurbrandenburg, Braunschweig, Hessen-Kassel, Mecklenburg-Schwerin, der fränkische, der schwäbische, der niederrheinisch-westfälische und der oberrheinische Reichskreis schließen sich der im Jahr 1701 zwischen Kaiser Leopold I., den Niederlanden und England geschlossenen Haager Großen Allianz gegen Frankreich im Spanischen Erbfolgekrieg an. Auch Savoyen wechselt während des Jahres die Seite.

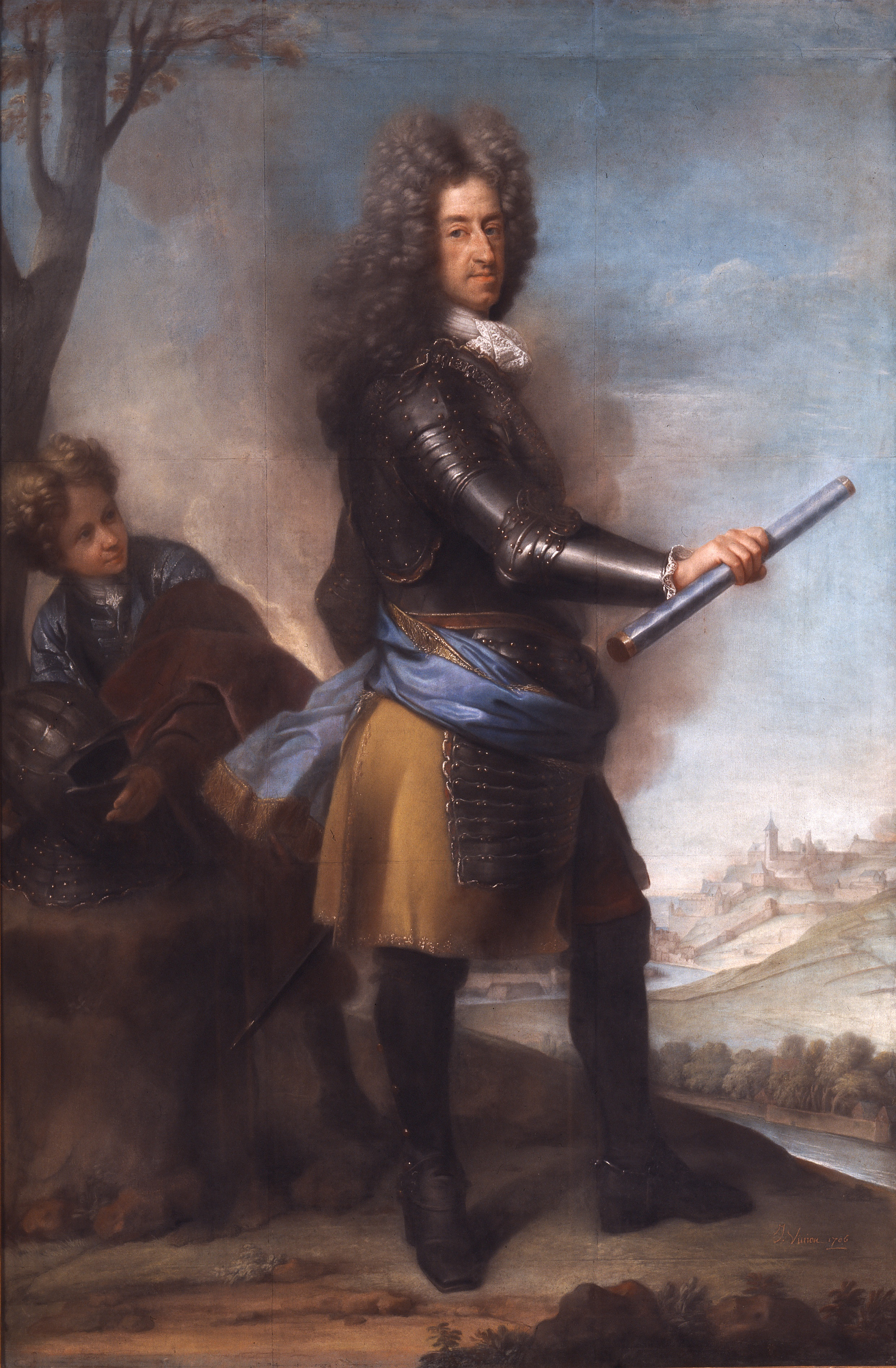
Maximilian II. Emanuel vor der Stadt Bergen, Gemälde von Joseph Vivien

- Februar: Bayerische Diversion im Spanischen Erbfolgekrieg: Der bayerische Kurfürst Maximilian II. Emanuel erobert das Herzogtum Pfalz-Neuburg.
- 17. März: Das kaiserliche Armeekorps unter dem österreichischen General Hermann Otto II. von Limburg-Styrum, dem sich fränkische Kreistruppen angeschlossen haben, erobert die kurbayerische Festung Neumarkt.
- 26. März: Das kaiserliche Armeekorps unter General Styrum befreit das kurpfälzische Velburg von den Bayern.
- 28. März: Im Spanischen Erbfolgekrieg kommt es zur Schlacht bei Schmidmühlen. Die Bayerische Armee kann sich schließlich gegen die Kaiserlichen durchsetzen, kann diesen Sieg aber nicht nutzen, weil die Bayern sich wieder den Bedrohungen ihres südlichen Herrschaftsgebietes zuwenden müssen. Als Folge davon bleibt der größte Teil der Oberpfalz weiterhin von kaiserlichen Truppen besetzt und die direkte Bedrohung des fränkischen Reichskreises ist vorerst beseitigt.
- 6. Mai: Das von den Franzosen gehaltene Bonn wird nach längerer Beschießung von kaiserlichen Truppen erobert.
- 16. Mai: Zwischen Portugal und England wird ein „ewiger Bund“ geschlossen, wodurch Portugal der Großen Allianz unter der Bedingung beitritt, das Erzherzog Karl auf die Iberische Halbinsel käme und dort selbst den Krieg eröffnet.
- 18. Mai: Deutsche und englische Truppen nehmen Köln ein, das bisher von französischen Truppen okkupiert wurde.
- 22. Mai: In der Nähe von Lissabon greift ein französisches Flottengeschwader 100 niederländische Schiffe an, die eine große Ladung Salz transportieren.
- 24. Mai: Die kurbairische Armee erleidet eine schwere Niederlage gegen kaiserliche Truppen in der Schlacht bei Krottensee.
- 19. Juni: Bayrische Truppen, die während des sogenannten „Bayrischen Rummels“ in Tirol eingefallen sind, belagern Kufstein. In der Vorstadt brechen Brände aus, die auf die Stadt selbst übergreifen, diese zerstören und das Pulverlager der als uneinnehmbar geltenden Festung erreichten. Die enormen Pulvervorräte explodieren und Kufstein muss am 20. Juni kapitulieren. Am selben Tag ergeben sich die Tiroler in Wörgl, zwei Tage später wird Rattenberg eingenommen und Innsbruck am 25. Juni kampflos geräumt.
- 26. Juli: Nach dem Sieg an der Pontlatzer Brücke und am Brennerpass vertreibt die Tiroler Landbevölkerung den bayerischen Kurfürsten Maximilian II. Emanuel aus Nordtirol und verhindert damit auch den geplanten Marsch der mit Frankreich verbündeten bayerischen Armee auf Wien während des Spanischen Erbfolgekrieges. Dieser Erfolg bei geringen eigenen Verlusten wird das Signal zum Aufstand der Tiroler gegen die Bayern, und Kurfürst Maximilian II. Emanuel kann gerade noch aus Innsbruck flüchten. Über Seefeld in Tirol zieht er sich wieder nach Bayern zurück.
- 5. September: Reichstruppen unter dem Kommando des Markgrafen Ludwig Wilhelm von Baden-Baden besetzen überraschend das neutrale Freie Augsburg. Dadurch kann die Donau umgangen und das Kurfürstentum Bayern von Westen her unmittelbar bedroht werden.
- 20. September: Nahe Höchstädt an der Donau in Bayern findet eine Schlacht (vgl. Erste Schlacht bei Höchstädt) zwischen den kaiserlichen Reichstruppen auf der einen und französisch-bayerischen Truppen auf der anderen Seite statt. Nur dem Standhalten der 6000 Mann starken preußischen Nachhut unter dem Fürsten Leopold von Anhalt-Dessau hat es der Österreicher Graf Styrum zu verdanken, dass er mit der verbliebenen Armee das schützende Nördlingen erreichen kann.

Plan der alliierten und französischen Lager am Speyerbach bei Neustadt

- 15. November: In der Schlacht am Speyerbach setzen sich während der Belagerung von Landau die Franzosen unter ihrem Feldherrn Camille d’Hostun de la Baume, duc de Tallard, gegenüber einem hessisch-holländischen Entsatzheer des Reichs für die belagerte Festung Landau durch. Ihr Sieg führt umgehend zur Kapitulation der Festung.
- November: Herzog Viktor Amadeus II. von Savoyen wechselt im Spanischen Erbfolgekrieg die Seiten. Bisher Verbündeter der Bourbonen stellt er sich nun auf die Seite der Großen Allianz.

#### Großer Nordischer Krieg
- 18. März: Schwedische Truppen unter dem Befehl von Generalmajor Adam Lewenhaupt besiegen im Großen Nordischen Krieg russische Truppen unter Gregor Anton Oginski in der Schlacht von Saladen.
- März: Der schwedische König Karl XII. bricht mit seinem Heer in Richtung Warschau auf, das er Anfang April erreicht. König August II. von Polen, der auch Kurfürst von Sachsen ist, verlässt etwa zur gleichen Zeit Dresden in Richtung Thorn und Marienburg, um von dort einen neuen Feldzug gegen die Schweden zu beginnen.
- 1. Mai: Die Schweden Karls XII. schlagen die Sachsen unter Adam Heinrich von Steinau in der Schlacht von Pultusk. Karl XII. zieht daraufhin nordwärts gegen die starke Festung Thorn, um den letzten Rest der demoralisierten sächsischen Armee zu vernichten.
- 1. Mai: Die Garnison der schwedischen Festung Nyenschantz an der Mündung der Neva in den Golf von Finnland ergibt sich nach einer Woche Belagerung der russischen Armee unter dem Befehl von Generalfeldmarschall Boris Scheremetjew mit Hilfe der neuerrichteten Russischen Marine.

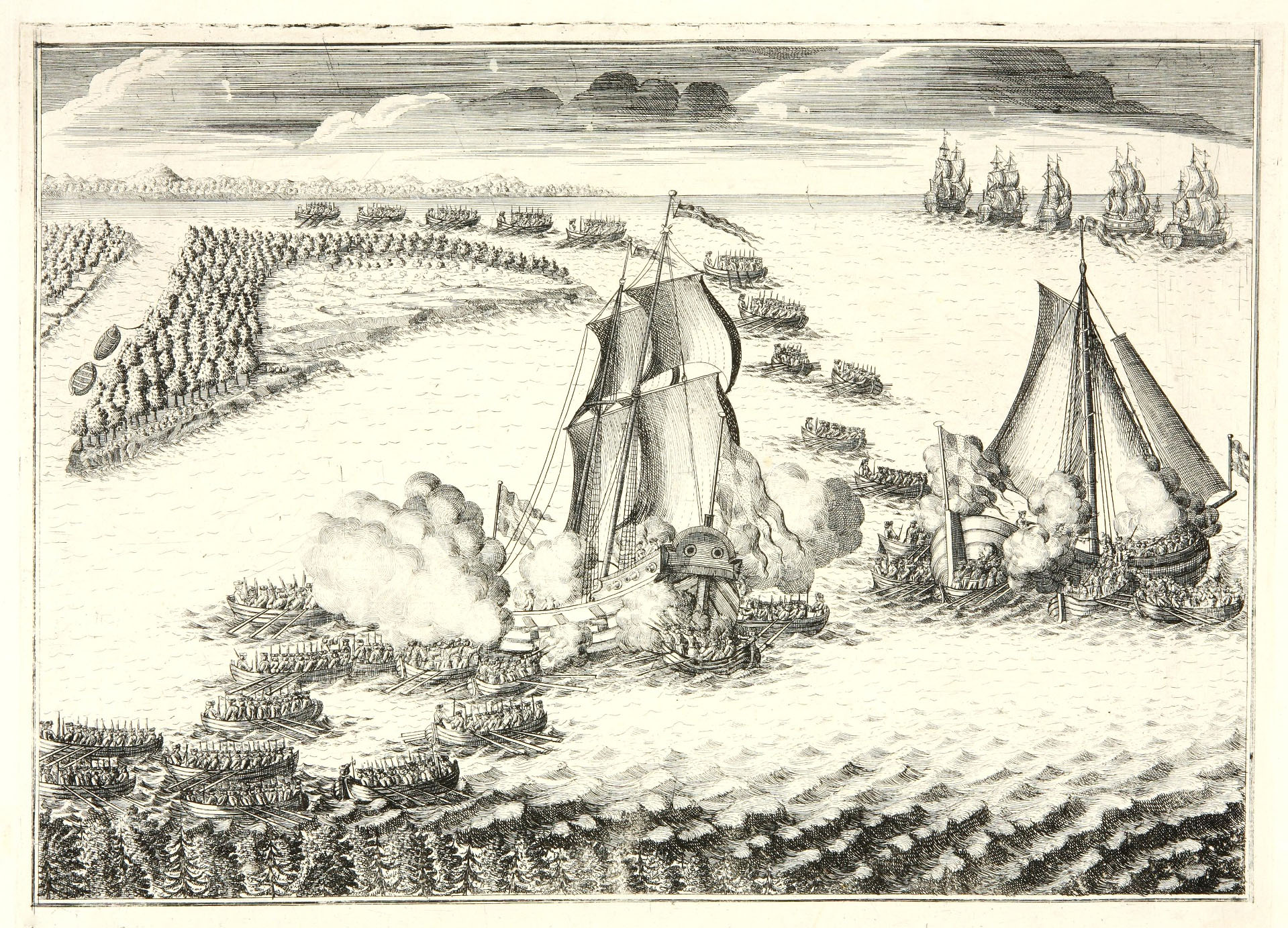
Adriaan Schoonebeek: Eroberung der Astrild und der Gedan an der Newa-Küste

- 18. Mai: Ein russisches Galeerenkommando (30 Schiffe) unter Zar Peter I. und Alexander Danilowitsch Menschikow erbeutet zwei Schiffe eines schwedischen Marinegeschwaders unter Vizeadmiral Numers im Seegefecht an der Mündung der Newa. Herkömmlicherweise gilt der Kampf als erste Seeschlacht der russischen Flotte und der 18. Mai seither als die Geburtsdatum der Baltischen Flotte.
- Mai: Ein russisches Infanteriekommando unter Generalmajor Nikolai von Werdin besetzt die schwedische Festung Jambur (Russland) und die schwedische Festung Koporje (Russland).

Kupferstich der Belagerung Thorns 1703

- 26. Mai: Im Großen Nordischen Krieg erreicht ein schwedisches Heer die Weichsel bei Thorn und beginnt die Belagerung der Stadt. Sie wird von einer sächsischen Garnison der Truppen Augusts des Starken verteidigt.
- 27. Mai: Die Grundsteinlegung der Peter-und-Paul-Festung an der Newa durch Peter I. gilt als Gründungsdatum für die Stadt Sankt Petersburg.
- 7. Juli: Die russische Armee besiegt ein schwedisches Kommando unter General Abraham Kronhjort nördlich von St. Petersburg.
- 13. Juli: Die Schlacht von Systerbäck endet mit einem Sieg russischer über schwedische Einheiten.
- 14. Oktober: Die Belagerung von Thorn endet mit der Eroberung der Stadt durch die Schweden. Die Einnahme von Thorn bringt dem schwedischen König Karl XII. die vollständige Kontrolle über Polen.

#### Habsburgische Länder
- 16. Juni: Der gegen die habsburgische Herrschaft gerichtete Aufstand von Franz II. Rákóczi wird zur politischen Größe, als sich der Adlige an die Spitze einer in der Karpatenukraine ausgebrochenen kleineren Rebellion setzen kann. Diese breitet sich durch Zulauf im ganzen Nordosten des Königreichs Ungarn aus.
- 12. September: Innerhalb der österreichischen Erblande wird der pactum mutuae successionis geschlossen.

#### Weitere Ereignisse in Europa
- 23. November: Mit dem Schönberger Vertrag gibt Christian Heinrich von Brandenburg-Kulmbach sein Erbfolgerecht in den fränkischen Besitzungen der Hohenzollern zugunsten von König Friedrich I. in Preußen gegen eine finanzielle Entschädigung auf.

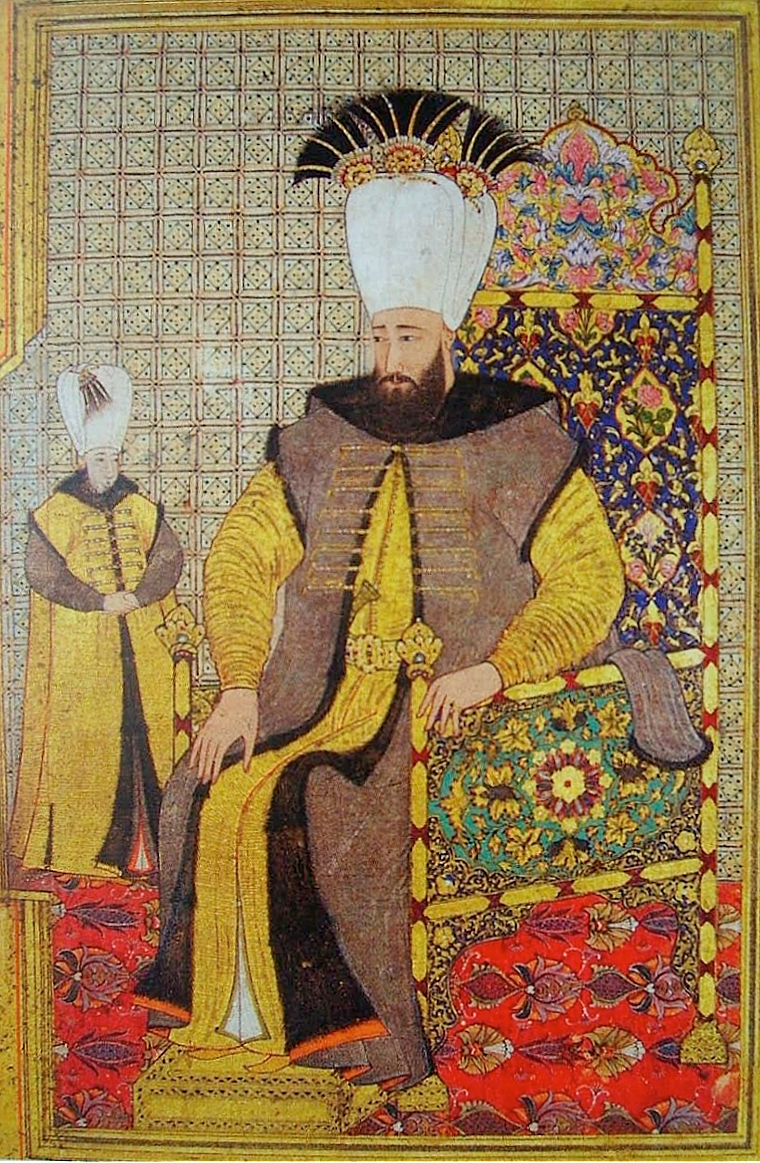
Sultan Ahmed III. mit dem jungen Kronprinzen

- Osmanisches Reich: Vorfall von Edirne, in dem Aufständische den Scheichülislam Feyzullah Efendi ermorden und Sultan Mustafa II. absetzen. Ahmed III. wird Sultan.
- Der Aufstand der Kamisarden in den Cevennen unter der Führung von Jean Cavalier gegen die französische Krone geht weiter. Er wird von beiden Seiten mit äußerster Brutalität geführt.
- Als Reaktion auf den englischen Act of Settlement aus dem Jahr 1701 beschließt das schottische Parlament den Act of Security.

#### Kaiserreich Japan

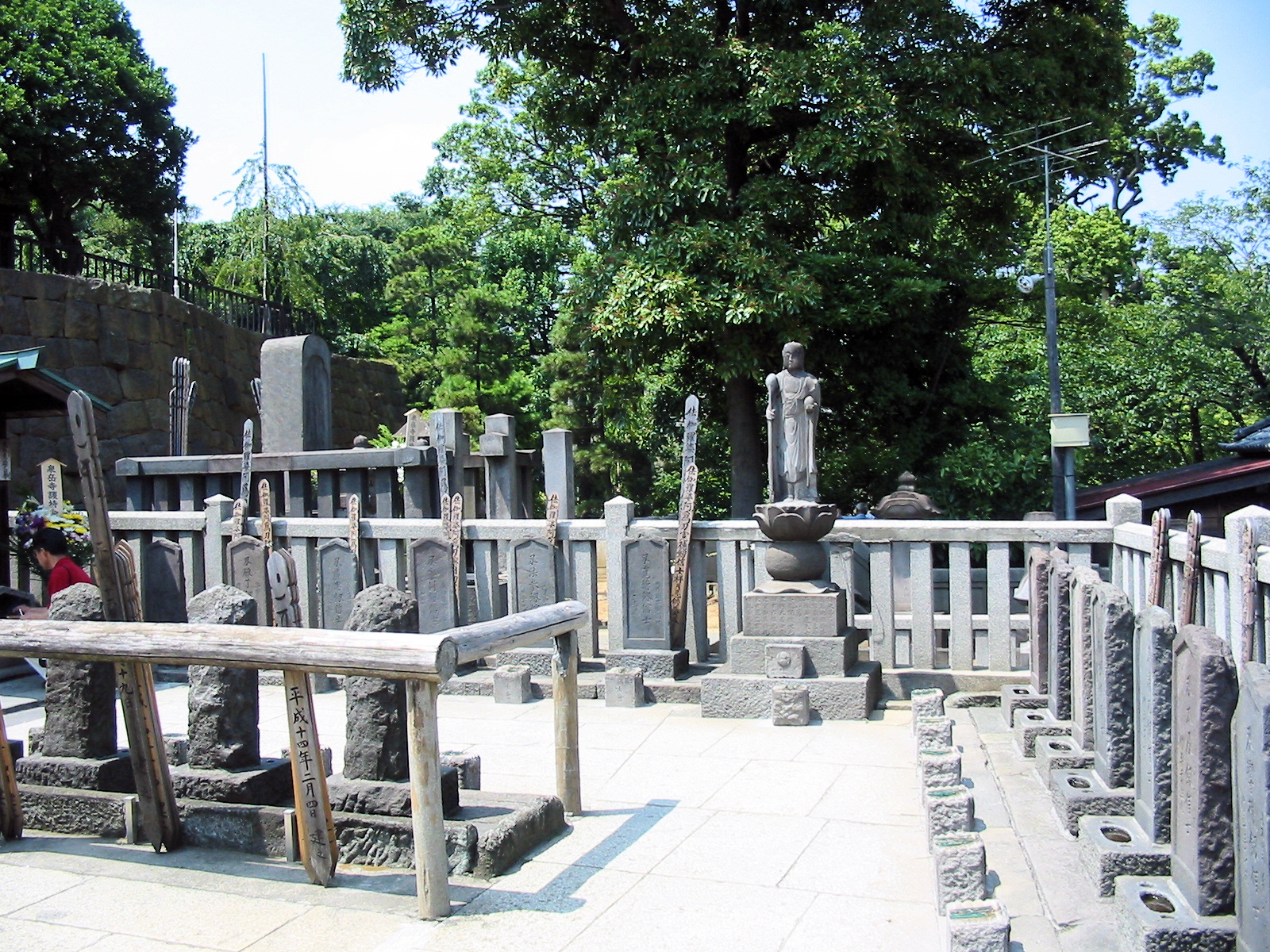
Gräber der Rōnin im Sengaku-ji-Tempel

- 20. März: Die nach der Rache für den Tod ihres Fürsten in Edo zum Tode verurteilten 46 Rōnin, denen vom Shogun gestattet worden ist, Seppuku zu begehen, folgen diesem Spruch.

#### Weitere Ereignisse in Asien
- Phrachao Suea folgt seinem verstorbenen Vater Phetracha auf den Thron des siamesischen Königreichs Ayutthaya.
- Wachtang VI. wird Herrscher des georgischen Königreichs Kartlien unter der Oberhoheit der persischen Dynastie der Safawiden. Sein Berater ist der Mönch Sulchan-Saba Orbeliani.

### Wirtschaft
- Januar: In Moskau erscheint die erste Ausgabe einer in russischer Sprache gedruckten Zeitung namens Wedomosti. Die Gründer erklären, über die militärischen und anderen Dinge berichten zu wollen, die es wert seien von Wissen und Erinnerungen, die in Moskau und anderen Nachbarländern passieren.
- 8. August: Das Wiennerische Diarium erscheint mit seiner ersten Ausgabe. Die heutige Wiener Zeitung gilt als die älteste noch erscheinende Zeitung der Welt.
- 29. August: Im Auftrag von Zar Peter I. wird am Ufer des Onegaflusses eine Fabrik für die Verarbeitung von Eisen gegründet. Die damit verbundene Ansiedlung von Arbeitern wird Petrosawodsk genannt, der der Hauptort von Karelien wird.
- 27. Dezember: Im Methuenvertrag erwirbt England das Recht, uneingeschränkt Textilien nach Portugal zu exportieren, während umgekehrt Portugal England exklusiv mit Wein beliefern darf.

### Wissenschaft und Technik
- Guillaume Amontons entdeckt den Einfluss der Temperatur auf den Gasdruck und das Volumen.

### Kultur
- 1. Juli: Die Oper Der verführte Claudius von Reinhard Keiser mit einem Libretto von Heinrich Hinsch hat ihre Uraufführung an der Oper am Gänsemarkt in Hamburg.

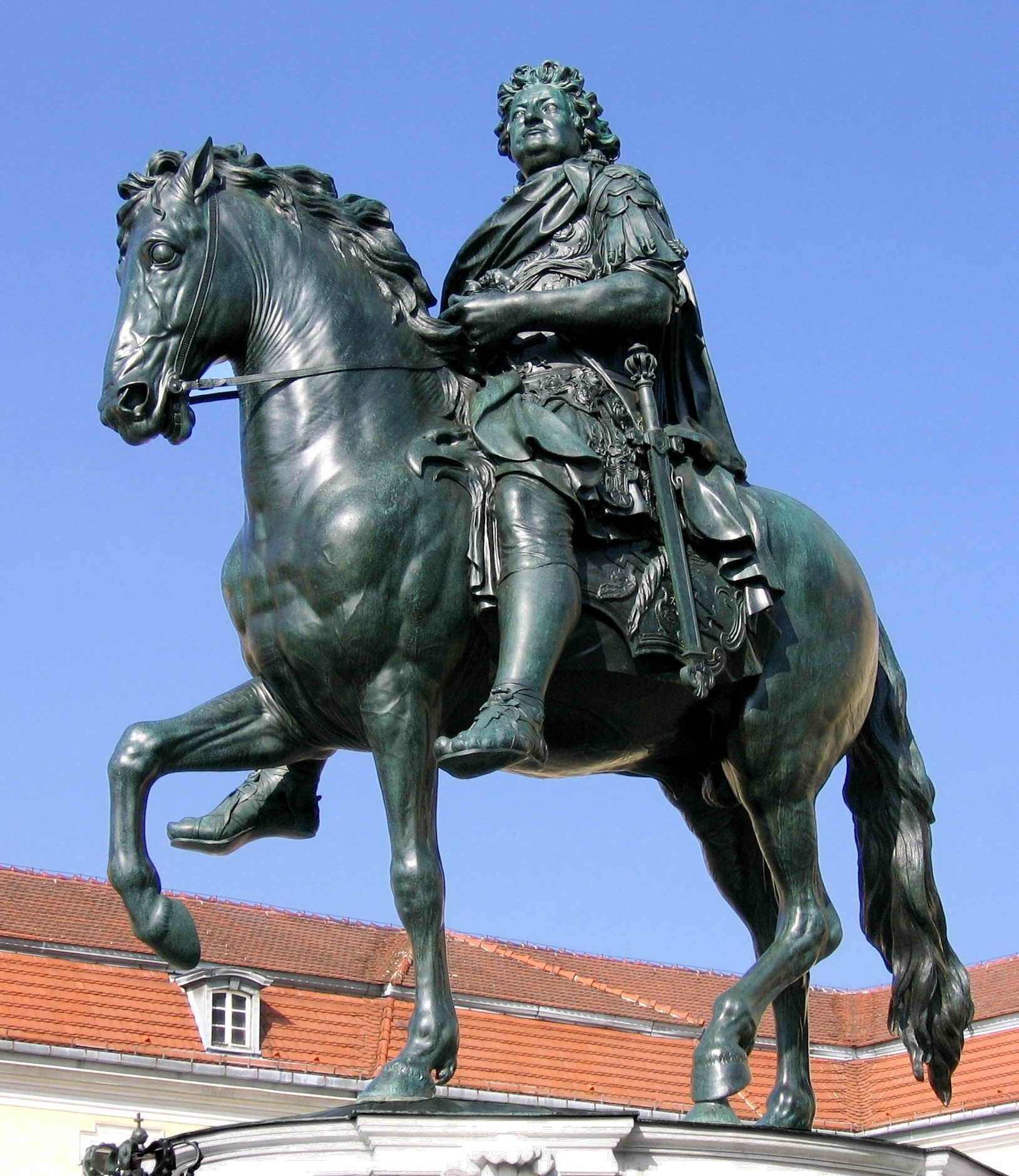
Reiterstandbild des „Großen Kurfürsten“

- 12. Juli: Auf der Langen Brücke zum Berliner Stadtschloss wird das von Andreas Schlüter entworfene Reiterstandbild des Großen Kurfürsten feierlich enthüllt.
- Die lyrische Tragödie Ulysse von Jean-Féry Rebel wird an der Académie royale de musique uraufgeführt.
- Der Qing-Kaiser Kangxi lässt in Chengde einen Sommerpalast anlegen. Die Residenz ist heute der größte kaiserliche Parkkomplex in China.

### Gesellschaft
- 1. Juli: Die Dienstmagd Afra Dickh wird nach dem Hexenprozess von Fürsteneck durch den Strang hingerichtet und anschließend verbrannt.
- 31. Juli: Nachdem seine Urheberschaft an dem anonymen Traktat The Shortest Way With The Dissenters (Das kürzeste Verfahren) bekannt wird, mit dem er die anglikanische Kirche angegriffen hat, muss Daniel Defoe nach drei Tagen am Pranger für unbestimmte Zeit ins Gefängnis.
- 9. August: Johann Sebastian Bach wird als Organist in der Neuen Kirche in Arnstadt angestellt.

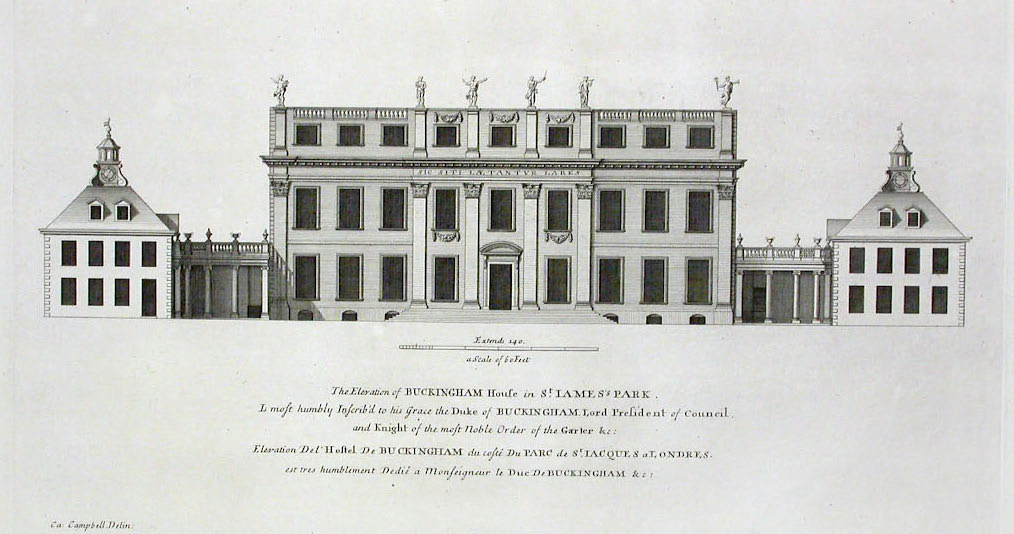
Buckingham House ca. 1711/14

- John Sheffield, 1. Duke of Buckingham and Normanby, lässt in London ein großes Stadtpalais für sich erbauen, den Buckingham Palace.

### Religion
- In der Kirchenprovinz Albanien wird ein Partikularkonzil abgehalten, an der alle albanischen Bischöfe und zahlreiche Geistliche teilnehmen. Die Kirchenversammlung findet zu einer Zeit statt, als die Islamisierung der albanischen Bevölkerung ihren Höhepunkt erreicht. Die katholischen Kräfte im Land selbst aber auch die römische Kurie verstärken nun ihre Bemühungen, die albanische Kirche zu konsolidieren.

### Katastrophen
- 5. bis 13. Dezember: Über die Britischen Inseln fegt der schwerste Sturm, über den dort je berichtet worden ist. Der Orkan erreicht Geschwindigkeiten bis zu 120 mph. Insgesamt etwa 8.000 Menschen kommen ums Leben, zahlreiche Schiffe gehen unter und tausende Eichen kippen um. Vor der englischen Küste, insbesondere in The Downs zwischen den Goodwin Sands und dem östlichen Kent an der Mündung der Nordsee in den Ärmelkanal, sinken zwölf Kriegsschiffe der Royal Navy und eine unbekannte Anzahl von Handelsschiffen. Dabei sterben über 1.500 Seeleute der Royal Navy und wahrscheinlich viele hundert, wenn nicht über tausend Handelsschiffmatrosen. Der Große Sturm von 1703 hat Auswirkungen bis Niederdeutschland und hat dort seinen Höhepunkt am 8. Dezember.
- 31. Dezember: Ein großes Erdbeben erschüttert die japanische Präfektur Kanagawa. Zusammen mit einem nachfolgenden Tsunami richtet es in Tokio, Odawara und anderen Orten in der Region Zerstörungen an. Über 10.000 Menschen sterben bei der Naturkatastrophe.

## Geboren

### Erstes Halbjahr
- 01. Januar: Carlos Francisco de Croix, spanischer Offizier, Kolonialverwalter und Vizekönig von Neuspanien († 1778)
- 15. Januar: Henriette-Louise de Bourbon, Äbtissin von Beaumont-lés-Tours († 1772)
- 27. Januar: Carl Gottfried Bastineller, preußischer Geheimer Oberrechnungsrat und Geheimer Kriegs- und Domänenrat († 1769)
- 13. Februar: Otto Gebhard, bayerischer Maler († 1773)
- 13. Februar (getauft): Johann Peter Moll, deutscher Baumeister und Schultheiß in Grombach († 1767)
- 18. Februar: Corrado Giaquinto, italienischer Maler († 1766)
- 21. Februar: Schāh Walī Allāh ad-Dihlawī, indisch-islamischer Denker († 1762)
- 12. März: Ladislaus Amade von Várkonyi, ungarischer Dichter († 1764)
- 14. März: Johann Andreas Boden, deutscher Historiker und lutherischer Theologe († 1764)
- 23. März: Johann Georg Üblhör, deutscher Stuckateur und Bildhauer († 1763)
- 15. April: Luisa Bergalli, venezianische Dichterin und Librettistin († 1779)
- 18. April: Johann Gottfried Schaumburg, deutscher Rechtswissenschaftler († 1746)
- 24. April: José Francisco de Isla, spanischer Schriftsteller und Übersetzer († 1781)
- 08. Mai: Johann Gottlob Harrer, deutscher Komponist und Thomaskantor († 1755)
- 12. Mai: Joseph-Nicolas-Pancrace Royer, französischer Komponist, Cembalist und Sänger († 1755)
- 25. Mai: Christoph Ludwig Crell, deutscher Literatur- und Rechtswissenschaftler († 1758)
- 23. Juni: Maria Leszczyńska, polnische Adelige, Königin von Frankreich († 1768)
- 24. Juni: Johann Baptist Regondi, kaiserlicher Steinmetzmeister und Bildhauer († 1762)
- 27. Juni: Jean-Baptiste de Boyer, Marquis d’Argens, französischer Schriftsteller und Philosoph († 1771)

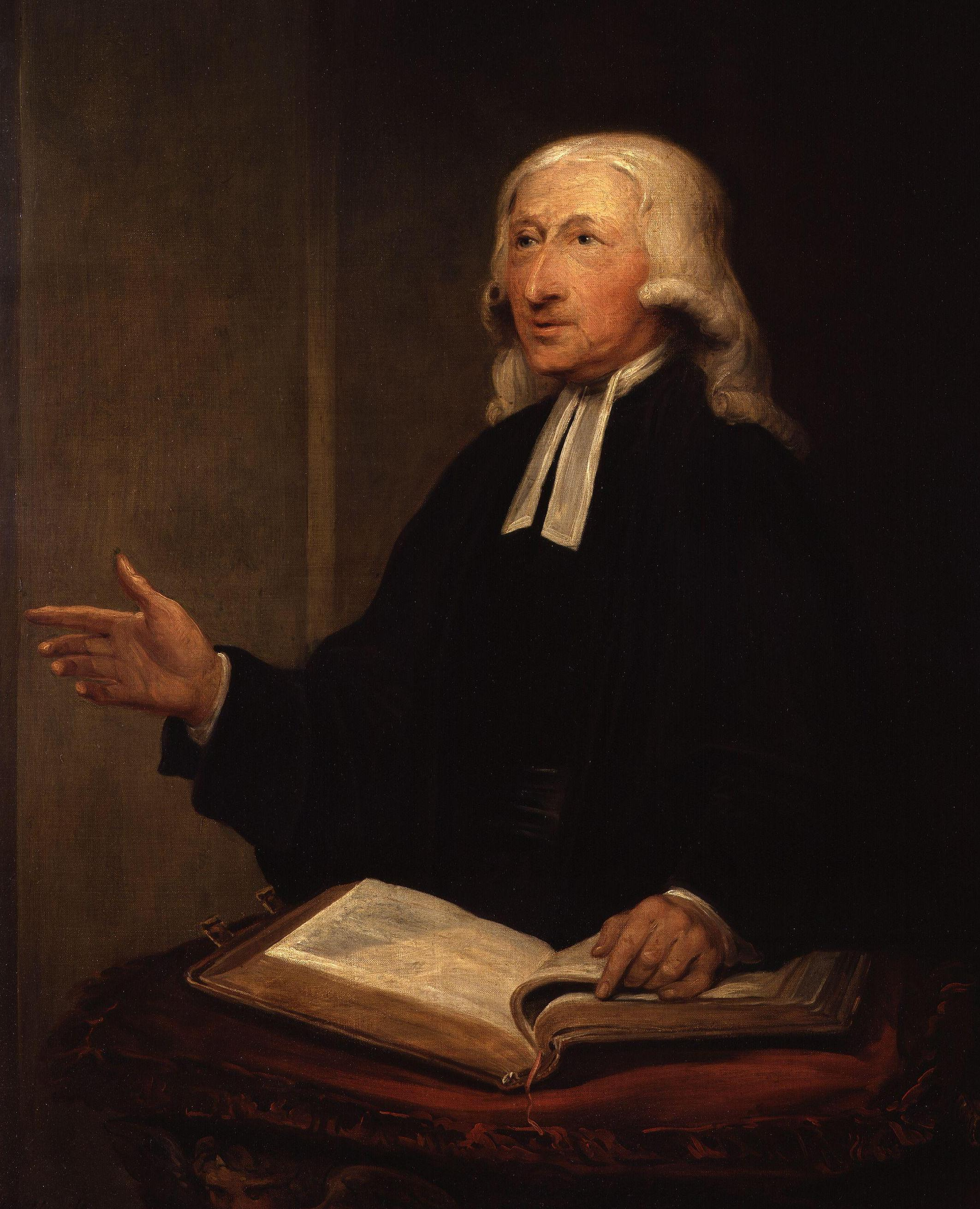
John Wesley

- 28. Juni: John Wesley, englischer Erweckungsprediger und einer der Begründer der Evangelisch-methodistischen Kirche († 1791)

### Zweites Halbjahr
- 23. Juli: Carl Friedrich von Kraut, Oberhofmarschall des Prinzen Heinrich von Preußen († 1767)
- 24. Juli: Justus Juncker, deutscher Maler († 1767)
- 04. August: Louis I. de Bourbon, Herzog von Orléans und Herzog von Nemours, Großmeister des Lazarusordens († 1752)
- 27. August: August von Hallerstein, deutscher Jesuit und China-Missionar († 1774)
- 30. August: Yanagisawa Kien, japanischer Maler († 1758)
- 01. September: William Battie, englischer Arzt († 1776)
- 03. September: Johann Theodor von Bayern, Bischof von Regensburg, Freising und Lüttich († 1763)
- 15. September: Guillaume-François Rouelle, französischer Chemiker († 1770)
- 20. September: Christoph Timotheus Seidel, deutscher lutherischer Theologe († 1758)
- 21. September: Charlotte Wilhelmine Amalie Alexandrina von Nassau-Hadamar, Freiherrin von Merode-Westerloo († 1740)
- 29. September: François Boucher, französischer Maler, Zeichner, Kupferstecher und Dekorateur († 1770)
- 01. Oktober: Karl Gottlob Hofmann, deutscher lutherischer Theologe und Historiker († 1774)
- 03. Oktober: Levin-Friedrich von Bismarck, preußischer Justizminister und Präsident des Kammergerichts († 1774)
- 03. Oktober: Franz Christoph Janneck, österreichischer Maler († 1761)
- 05. Oktober: Jonathan Edwards, nordamerikanischer Prediger, Missionar und Führer der Erweckungsbewegung des Great Awakening († 1758)
- 05. Oktober: Christian Weise, deutscher lutherischer Theologe und Pädagoge († 1743)
- 07. Oktober: Francisco de Assis de Távora, portugiesischer Generalleutnant, Vizekönig von Portugiesisch-Indien und angeblicher Verschwörer († 1759)
- 01. November: Władysław Aleksander Łubieński, Erzbischof von Lemberg, Erzbischof von Gniezno sowie Primas von Polen-Litauen und Interrex von Polen-Litauen († 1767)
- 02. November: Hans Joachim Steinmann, Bürgermeister von St. Gallen († 1792)
- 22. November: Balthasar Riepp, österreichischer Maler († 1764)
- 24. November: Johann Adam Ehrlich, deutscher Orgelbauer († 1784)
- 27. November: James De Lancey, kommissarischer britischer Gouverneur der Provinz New York  († 1760)
- 24. Dezember: Alexei Iljitsch Tschirikow, russischer Seemann und Sibirienforscher († 1748)

### Genaues Geburtsdatum unbekannt
- Louis-Roch-Antoine-Charles Arnauld, französischer Autor und Enzyklopädist († 1779)
- Changchub Dorje, 12. Karmapa der Karma-Kagyü-Schule des tibetischen Buddhismus († 1732)
- Matthew Dubourg, irischer Violinvirtuose und Komponist († 1767)
- Johann Gottlieb Graun, deutscher Violinist und Komponist († 1784)
- Johann Peter Migendt, deutscher Orgelbauer († 1767)
- John Ranby, englischer Arzt und Militärchirurg († 1773)

### Geboren um 1703
- 1702/03: Muhammad ibn ʿAbd al-Wahhāb, islamischer Gelehrter hanbalitischer Lehrrichtung, Begründer des Wahhabismus († 1792)
- Anton Wilhelm Amo, Philosoph und Rechtswissenschaftler afrikanischer Herkunft in Deutschland († nach 1753)
- Margaretha Kirch, Berliner Astronomin († nach 1744)

## Gestorben

### Januar bis April
- 06. Januar: Charlotte Marie von Sachsen-Jena, Herzogin von Sachsen-Weimar (* 1669)
- 08. Januar: Gottfried von Jena, deutscher Diplomat und preußischer Politiker (* 1624)
- 09. Januar: Ursula Micaela Morata, spanische Nonne und Klostergründerin (* 1628)
- 11. Januar: Johann Georg Graevius, deutscher klassischer Philologe und Textkritiker (* 1632)
- 16. Januar: Erik Dahlberg, schwedischer Feldmarschall, Festungsbaumeister und Architekt (* 1625)
- 18. Januar: Johann Friedrich Falckner, sächsischer Jurist und Bürgermeister von Leipzig (* 1642)
- 11. Februar: Godert de Ginkell, 1. Earl of Athlone, niederländischer General (* 1644)
- 18. Februar: Thomas Hyde, englischer Orientalist und Sprachwissenschaftler (* 1636)
- 18. Februar: Jelena Zrinski, kroatische Adelige (* 1643)
- 26. Februar: Christian Hirschmentzl, böhmischer Mönch und Schriftsteller (* 1638)
- 12. März: Aubrey de Vere, 20. Earl of Oxford, englischer Adeliger (* 1627)
- 14. März: Robert Hooke, englischer Physiker (* 1635)
- 20. März: Johannes Kunckel, deutscher Alchimist und Glasmacher (* um 1630)
- 25. März: Carl Gustav von Löwenhaupt, kursächsischer Regierungsbeamter (* 1662)
- 28. März: Johann Brunetti, Titularbischof von Lacedaemonia und Weihbischof in Breslau (* 1646)
- 28. März: Hans Christian Eiffler, Bürgermeister von Altona (* 1630)
- 29. März: Georg Friedrich II., Markgraf von Brandenburg-Ansbach (* 1678)
- 31. März: Johann Christoph Bach, deutscher Komponist (* 1642)
- 08. April: Domenico Piola, italienischer Maler und Freskant (* 1627)
- 09. April: Johann Balthasar Moscherosch, deutscher Romanist und Bibliothekar (* 1647)
- 23. April: Otto Wilhelm von Fersen, schwedischer Feldmarschall (* 1623)

### Mai bis August
- 03. Mai: Eglon van der Neer, niederländischer Maler (* 1635/36)
- 03. Mai: Samuel Oppenheimer, Wiener Hoffaktor und Diplomat (* 1630)
- 03. Mai: Balthasar Erdmann von Promnitz, deutscher Gutsbesitzer und Pietist (* 1659)
- 09. Mai: François Blondel, flämischer Bade- und Kurarzt (* 1613)
- 16. Mai: Charles Perrault, französischer Schriftsteller, der vor allem durch seine Märchensammlung berühmt wurde (* 1628)
- 21. Mai: Raimund Faltz, schwedischer Hofmedailleur, Wachsbossierer, Elfenbeinschnitzer und Miniaturmaler am preußischen Hof (* 1658)
- 26. Mai: Samuel Pepys, englischer Beamter und Tagebuchschriftsteller (* 1633)
- 000Mai: Gottfried Ulrich de la Margelle, Weihbischof in Köln (* 1635)
- 000Mai: Anna Vetter, Nürnberger Predigerin und mystische Visionärin (* 1630)
- 04. Juni: Philis de La Charce, französische Kriegsheldin (* 1645)
- 04. Juni: Luise Katharina von Rautter, preußische Gutsbesitzerin und Wasserbau-Unternehmerin (* 1650)
- 14. Juni: Jean Hérault de Gourville, französischer Finanzmann und Abenteurer (* 1625)
- 30. Juni: Christoph Leopold von Schaffgotsch, Oberlandeshauptmann von Schlesien (* 1623)
- 11. Juli: Andreas Hedio, preußischer Philosoph und Bibliothekar (* 1640)
- 26. Juli: Gérard Audran, französischer Kupferstecher (* 1640)
- 01. August: Sibylle Hedwig von Sachsen-Lauenburg, Herzogin von Sachsen-Lauenburg (* 1625)
- 14. August: Grigore Pintea, siebenbürgischer Hajdukenführer (* 1670)
- 26. August: Adam II. Batthyány, ungarischer Feldherr, Ban von Kroatien (* 1662)

### September bis Dezember
- 06. September: Andreas Austen, deutscher reformierter Theologe, Gräzist und Orientalist (* 1658)
- 14. September: Gilles Jullien, französischer Komponist und Organist (* um 1653)
- 22. September: Vincenzo Viviani, italienischer Mathematiker und Physiker (* 1622)
- 29. September: Charles de Saint-Évremond, französischer Militär, Schriftsteller und Moralist (* 1613)
- 30. September: Caspar Adelmann, deutscher Jesuitengelehrter und Lehrer (* 1641)
- 000September: Marie Claveau, französische Komödiantin, Mitglied von Molières Truppe
- 03. Oktober: Alessandro Melani, italienischer Komponist, Sänger und Kapellmeister (* 1639)
- 08. Oktober: Tomás Marín González de Poveda, spanischer Offizier, Kolonialadministrator und Gouverneur von Chile (* 1650)
- 23. Oktober: Hannah Twynnoy, englische Bardame, von einem Tiger getötet (* 1669/70)
- 24. Oktober: Karl Gustav, Markgraf von Baden-Durlach (* 1648)
- 01. November: Eberhard Anckelmann, evangelischer Theologe, Sprachforscher und Orientalist (* 1641)
- 08. November: John Wallis, englischer Mathematiker (* 1616)
- 11. November: Ivan Antun Zrinski, kroatischer Adeliger (* 1651)
- 19. November: Mann mit der eisernen Maske, Staatsgefangener des französischen Königs Ludwig XIV.
- 30. November: Nicolas de Grigny, französischer Komponist (* 1672)
- 30. November: Laurentius Gutzmer, deutscher evangelisch-lutherischer Geistlicher (* 1636)
- 20. Dezember: Giuseppe Nuvolone, italienischer Maler und Freskant (* 1619)
- 22. Dezember: Vitus Handschuher, deutscher Bildhauer (* 1672)
- 26. Dezember: Johann Christoph Sturm, deutscher Astronom und Mathematiker (* 1635)

### Genaues Todesdatum unbekannt
- François Barrême, französischer Mathematiker und einer der Begründer der Buchhaltung (* 1638)
- Gottfried Hermann von Beichlingen, kursächsischer Geheimer Rat (* 1638)
- Daniel Denton, englischer Siedler und Autor (* um 1626)
- Benjamin Fletcher, englischer Gouverneur der Provinz New York (* 1640)
- Andrés Lorente, spanischer Musiktheoretiker, Organist und Komponist (* 1624)
- Phetracha, König von Ayutthaya (* 1632)